# 기타오사카 급행 전철

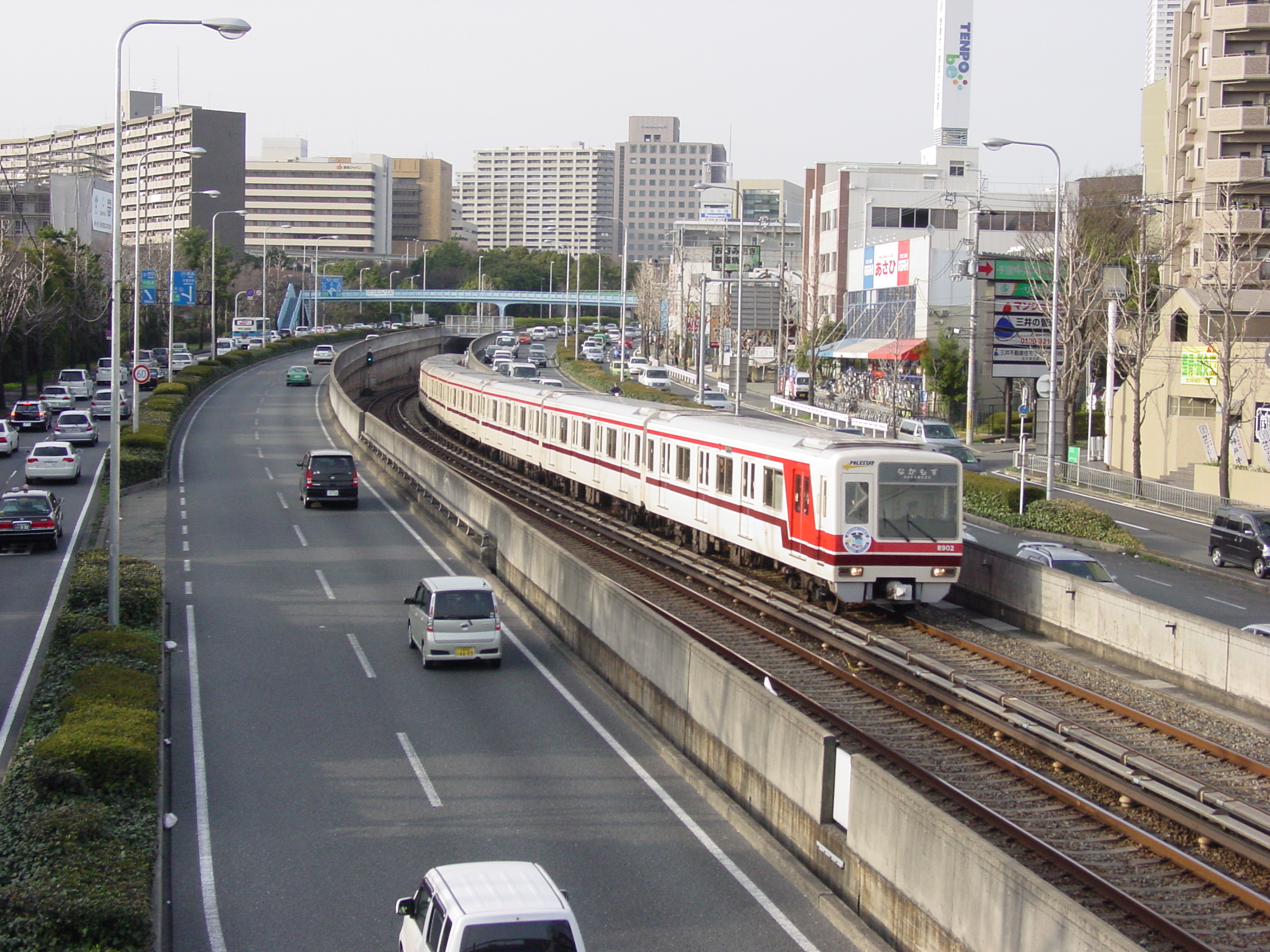
기타큐 8000계 열차 (모모야마다이역과 센리추오역 중간)

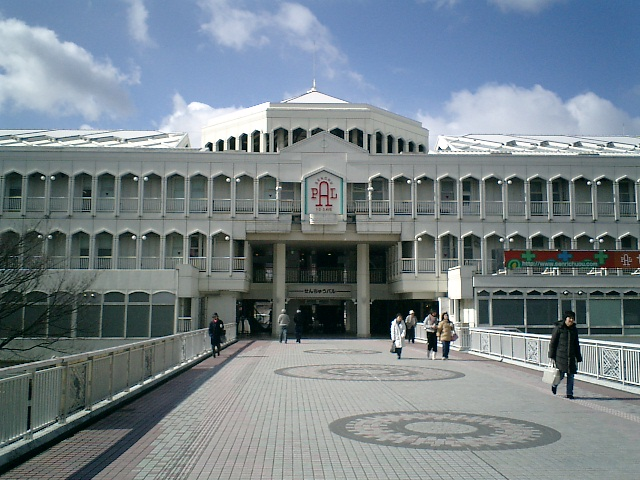
센리추오 역

기타오사카 급행전철(北大阪急行電鉄, Kita Ōsaka Kyūkō Dentetsu)은 일본 오사카의 철도 운영 회사이다. 이 회사의 노선인 난보쿠선(南北線)은 오사카 시영 지하철의 미도스지선의 사실상 연장선이다. 기타큐로 종종 불리는데, 또한 다양한 상업 시설과 주고 시설을 선로 주변에 소유하고 있다.

## 역사
선로는 1970년 2월 24일에 미도스지선의 종점인 에사카역과 엑스포 '70의 개최지로 연결하기 위해 개통했다. 엑스포 연결은 9월 14일에 끝났고, 선로는 새로운 지하 종점인 센리추오역으로 새로이 연결되었다.
다케오 미키(Takeo Miki)라는 국제교역산업부 장관은 오사카시와 한큐 전철 간의 공동투자로써 철도를 만들자는 거래를 중계하였다. 비록 이 선로가 미도스지선의 연장격으로 계획되었음에도 불구하고 시는 시의 한계 때문에, 그래서 몰수와 재정 문제를 일으키기 때문에 연장을 완벽하게 끝날 수 없었다.
센리추오역과 엑스포 공원 간의 선로는 엑스포가 끝난 뒤 제거되었고, 그 부지는 주코쿠 고속도로의 부분으로 재활용되었다.
1980년대 후반 이후부터 센리추오 북쪽으로부터 미노오시에 있는 새로운 역으로 2.5KM 북쪽으로 연장하는 계획이 있어왔다. 미노오시는 2011년에 연장 연구에 대한 한큐와 기타큐와의 확인각서를 채결했고, 오사카시도 2012년의 4자 모라토리움에 참가했다. 연장은 아직 완료되거나 예산이 모와지지 않았다.
2014년 들어서면서 연장구간 설계용역중이며 2015년에 착공들어가 예정이며 2020년에 개통 예정이다. 그러나 2023년이 되었는데도 여전히 미개통 상태이다.
2024년 3월 23일, 센리추오에서 미노오센바한다이마에역, 미노카야노역 간의 연장 개통.

## 회사
기타오사카 급행전철 주식회사(北大阪急行電鉄株式会社, Kita Ōsaka Kyūkō Dentetsu Kabushiki Kaisha)는 1967년 11월 11일에 설립되었다. 이 회사는 한큐 한신 홀딩스의 자회사이며 오사카 부 토요나카, 테라우치, 2-4-1에 본사가 위치한다.

## 역 목록

### 기타큐 난보쿠 선
| 역명 | 역명                   | 환승 노선                                  | 위치        | 위치     |
| ---- | ---------------------- | ------------------------------------------ | ----------- | -------- |
| M06  | 미노카야노             |                                            | 미노오시    | 오사카부 |
| M07  | 미노오센바한다이마에역 |                                            | 미노오시    | 오사카부 |
| M08  | 센리추오 역            | 오사카 고속철도 오사카 모노레일선          | 도요나카시  | 오사카부 |
| M09  | 모모야마다이 역        |                                            | 스이타시    | 오사카부 |
| M10  | 료쿠치코엔 역          |                                            | 도요나카 시 | 오사카부 |
| M11  | 에사카 역              | 오사카 시영 지하철 미도스지 선 (직결 운행) | 스이타 시   | 오사카부 |

### 이전 선
- 가이조 선(센리추오 - 반코쿠하쿠추오구치 역})

## 운영 열차

### 현재
- 기타큐 8000계 (1987년 이후)
- 기타큐 9000계 (2014년 이후)

### 과거
- 기타큐 2000계 (1969-1993년}
- 기타큐 7000/8000계 (1969-1970년)

## 같이 보기
- 오사카 메트로 미도스지선